# Allison-Inseln
Die Allison-Inseln (englisch Allison Islands) sind eine kleine Inselkette vor der Küste des ostantarktischen Wilkesland. Sie liegen auf der Nordseite der Einfahrt zur Sparkes Bay im Archipel der Windmill-Inseln.
Erstmals kartiert wurden sie anhand von Luftaufnahmen, die bei der Operation Highjump (1946–1947) und bei der Operation Windmill (1947–1948) entstanden. Das Advisory Committee on Antarctic Names benannte sie nach dem US-amerikanischen Ionosphärenforscher William L. Allison, der 1958 auf der Wilkes-Station tätig war.